# Понтедера
Понтедера (італ. Pontedera) — муніципалітет в Італії, у регіоні Тоскана,  провінція Піза.
Понтедера розташована на відстані близько 250 км на північний захід від Рима, 55 км на захід від Флоренції, 20 км на схід від Пізи.
Населення — 29 196 осіб (2014).

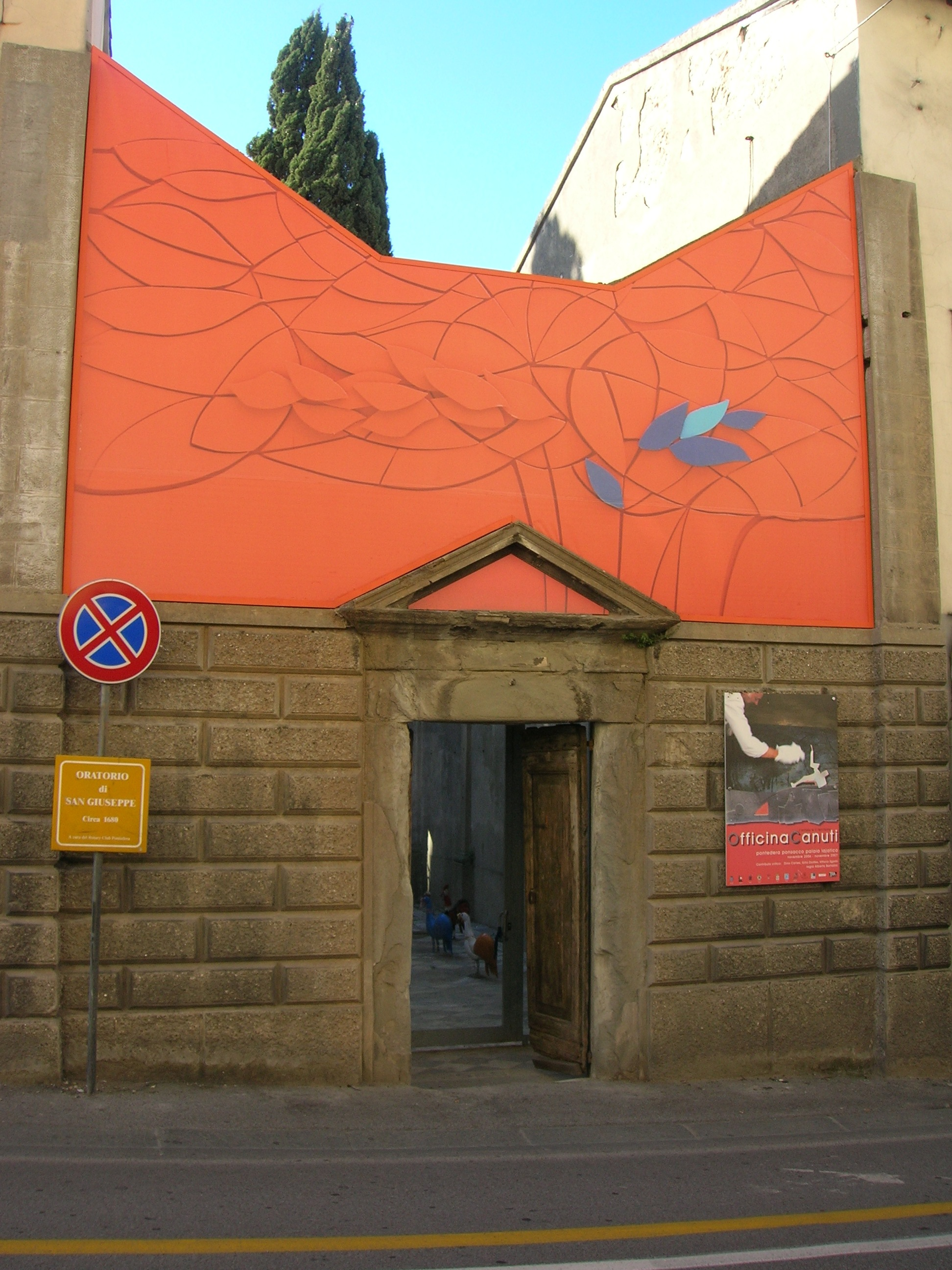

Щорічний фестиваль відбувається другого четверга жовтня. Покровитель — San Faustino martire.

## Демографія
Населення за роками:

Станом на 1 січня 2023 року в муніципалітеті офіційно проживали 4652 іноземці з 89 країн, серед них 684 громадяни країн Євросоюзу та 102 громадяни України.

## Уродженці
- Самуеле Річчі (*2001) — італійський футболіст, півзахисник.

## Сусідні муніципалітети
- Кальчиная
- Капаннолі
- Кашина
- Кашіана-Терме-Ларі
- Монтополі-ін-Валь-д'Арно
- Палая
- Понсакко
- Санта-Марія-а-Монте

## Персоналії
- Рікардо Фольї — естрадний співак